# A. O. 스콧

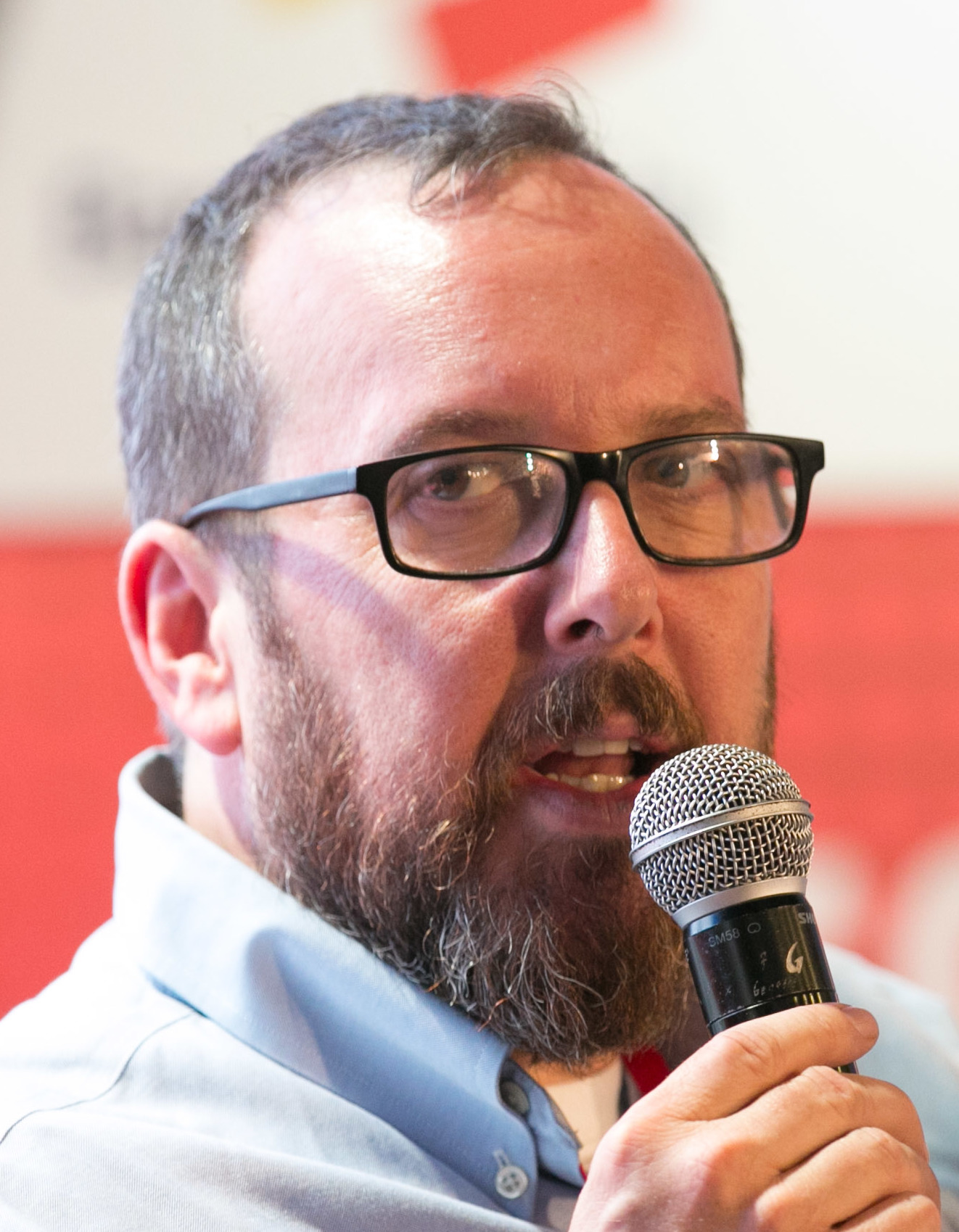
2016년

앤서니 올리버 스콧(Anthony Oliver Scott, 1966년 7월 10일 ~ )은 미국의 영화 평론가이다.